# Althobo
De althobo (Engelse hoorn of cor anglais) is de grotere en lagere uitvoering van de hobo. De klank van de althobo is weemoedig, soms klagend.
Het instrument is gestemd in F, een kwint lager dan C dus. De grepen op de althobo zijn dezelfde als die op een hobo, de kleppen staan wel verder uiteen.

## Naam
Het instrument heeft niets met een hoorn van doen, en het is evenmin Engels. De vroegere modellen in de 18e eeuw (de jachthobo's) waren gebouwd met een knik halverwege. In het Frans heette dit corps anglé: gebogen lichaam, dat vrijwel hetzelfde klinkt als cor anglais. De benaming "Engelse hoorn" is dan ook een foutieve vertaling van dit laatste. Het Franse woord voor hoorn, cor, heeft afgezien van de gelijkluidendheid niets te maken met corps, Frans voor "lichaam". Deze vertaalfout is nadien in meerdere talen overgenomen.

## Fragmenten
Het bekendste orkestfragment met Engelse hoorn is wellicht het langzame deel 2 (largo) in de symfonie "Uit de nieuwe wereld" van Antonín Dvořák.
Joseph Haydn schreef het instrument voor in het langzame deel van zijn symfonie genaamd "De Filosoof". Hector Berlioz laat in het begin van het derde deel van de "Symphonie fantastique" de althobo dialogeren met de hobo.
Bekende solisten zijn Geoffrey Browne, Nicholas Daniel, Roger Lord en Pierre-Vincent Plante.